# Даерга
Даерга — село в Нанайском районе Хабаровского края. Входит в состав Найхинского сельского поселения.

## География
Село Даерга стоит на правом берегу реки Амур (на Найхинской протоке), в 2 км выше села Найхин.
Дорога к селу Даерга идёт от автотрассы Хабаровск — Комсомольск-на-Амуре через село Найхин.

## Население
| 1992 | 2002 | 2010 | 2011 | 2012 | 2021 |
| ---- | ---- | ---- | ---- | ---- | ---- |
| 1100 | ↘941 | ↘801 | ↘800 | ↘773 | ↘688 |